# Pfälzer Handball-Verband
Der Pfälzer Handball-Verband (PfHV) ist ein Landesverband innerhalb des Deutschen Handballbundes (DHB). Bis zur Auflösung des Südwestdeutschen Handball-Verbandes 2011 war er diesem organisatorisch unterstellt. Der PfHV wurde am 12. November 1949 in Schifferstadt gegründet. Die höchste Spielklasse des PfHV ist die Pfalzliga.

## Teilnahme an der Oberliga RPS
Die über der Pfalzliga folgende Oberliga R(heinland)-P(falz)/S(aar) ist eine Oberliga, in der vier regionale Handball-Verbände (Rheinhessen, Rheinland, Pfalz und Saar) vertreten sind, die diese Spielklasse im Rahmen einer Arbeitsgemeinschaft (ARGE) gemeinsam betreiben. An der Oberliga nehmen in der Saison 2007/08 16 Mannschaften teil.

## Gebiet des PfHV
Das Verbandsgebiet des PfHV ist, die Pfalz. Es ist nicht, wie in anderen Landesverbänden üblich, weiters in Bezirke und/oder Kreise unterteilt. Der gesamte Spielbetrieb bis zur untersten Spielklasse wird allein vom PfHV betreut.

## Geschichte des Pfälzer Handballs
Der Handballsport hat in der Pfalz eine bedeutende Tradition, welche zurückreicht bis zum Anfang des 20. Jahrhunderts. In der Zeit war der Handballsport aber noch lange nicht der, der er heute ist. So wurde am 29. Oktober 1917 der „Torball“ zum „Handball“ und ab dann gab es auch die ersten „festen Regeln“. Damals sammelten sich die ersten Spielbegeisterten und veranstalteten Spiele und Turniere, die ersten Vereine wurden gegründet.
In der Nachkriegszeit dann spielten Vereine wie die TSG Haßloch, SV Friesenheim oder auch der TuS 04 Kaiserslautern-Dansenberg in der höchsten pfälzischen Liga. 1975 war es die TSG Haßloch, die die letzte Deutsche Feldhandballmeisterschaft gewann.
Die Zeit des Feldhandballs war zu diesem Zeitpunkt nämlich schon längst vorüber, denn mittlerweile spielte man auf kleineren Feldern in Hallen. Der Umbruch war schwer, doch man musste sich an die internationalen Entwicklungen anpassen.
Nach der Einführung der Regionalliga wollte man sich auch dort behaupten, was nur zögerlich voranging, denn die starken Mannschaften aus Hessen stellten eine große Konkurrenz dar. Letztendlich konnten sich dann auch dort Pfälzer Handballmannschaften behaupten.
Bis heute wurden mehr als 17.000 Spielerausweise an Handballbegeisterte Pfälzer ausgestellt.

## Wichtige Mannschaften des PfHV
Als wichtige Mannschaft gilt die TSG Friesenheim, welche sich über viele Jahre in der 2. Bundesliga behaupten konnte und 2007 knapp den Aufstieg in die 1. Bundesliga verpasste. In der Saison 2009/10 gelang den Friesenheimern schließlich der Aufstieg in die 1. Bundesliga, wo man sich aber nur ein Jahr behaupten konnte. Mit der Saison 2014/2015 spielt die TSG Friesenheim wieder erstklassig. In der 3. Liga spielt außerdem der TV Hochdorf.
Die TSG Haßloch gehört zu den Urgesteinen des Pfälzer Handballs und wurde 1975 Deutscher Feldhandballmeister. Da die Deutsche Meisterschaft im Feldhandball seitdem nicht mehr ausgespielt wurde, ist die TSG noch immer der „amtierende Meister“.
Der TV Hochdorf spielte sechs Jahre lang (von 1966 bis 1972) in der ersten Bundesliga und erreichte im Jahr 1967 als bis heute größten Erfolg, eines Vereins aus dem PfHV  im Hallenhandball, die Deutsche Vizemeisterschaft. Nach dem Gewinn der Süd-Staffel der in dieser Spielzeit erstmals ausgetragenen, noch zweigleisigen Handball-Bundesliga, unterlagen die Hochdorfer im Endspiel um die deutsche Meisterschaft dem Meister der Nord-Staffel, dem gerade aufstrebenden VfL Gummersbach, am 25. März in der Dortmunder Westfalenhalle vor 8000 Zuschauern mit 7:23 (3:8).
Weitere wichtige Vereine sind die HSG Eckbachtal, welche als „neue“ Spielgemeinschaft von drei Stammvereinen (TSV Freinsheim, ATB Heuchelheim, TuS Laumersheim) mit die größte Jugendabteilung besitzt, und der TuS 04 Kaiserslautern-Dansenberg sowie der TV Nußdorf (Frauen), welche einige Jahre in der 2. Bundesliga und in der Regionalliga Südwest spielten. Darüber hinaus sind auch so große Vereine wie z. B. der 1. FC Kaiserslautern mit seiner Handballabteilung, die in ihrer Geschichte bereits 1925 die Pfalzpokal-Meisterschaft gewann, am Spielbetrieb des PfHV beteiligt.

## Jugendarbeit des PfHV
Der Pfälzer Handball-Verband legt sehr viel Wert auf eine gute Jugendarbeit. So werden Vereine mit herausragender Jugendarbeit geehrt. Doch nicht nur eine gute Jugendarbeit der Vereine wird erwartet, sondern der PfHV selbst bietet talentierten Spielern die Möglichkeit die regelmäßig stattfindenden Auswahl – und Stützpunktmaßnahmen zu besuchen. So wurde vom PfHV ein so genanntes Stützpunkt-Training eingeführt, um Vereinen die Möglichkeit zu geben talentierte Jugendspieler, ab der D-Jugend, gezielt fördern und auf die Pfalzauswahl vorbereiten zu lassen. Pro Jahr finden dann drei Stützpunkt-Turniere statt. Nach zwei Jahren Stützpunkt-Training wird dann beim letzten Stützpunkt-Turnier eine Sichtung durchgeführt. Die gesichteten Spieler bilden dann zusammen mit den jeweiligen Trainern eine neue Pfalzauswahl.

## Die Ligen des PfHV

### Herren
- Pfalzliga (PLM)
- Verbandsliga (VLM)
- Bezirks Liga  (BLM)
- Kreisklasse A (AKM)
- Kreisklasse B (BKM)
- Reserveklasse (ResM)

### Frauen
- Pfalzliga (PLF)
- Verbandsliga (VLF)
- Kreisklasse (AKF)
- Reserveklasse (ResF)

## Präsidium
Das Präsidium des PfHV setzt zu zusammen aus:
- Präsident – Ulf Meyhöfer
- Vizepräsident Recht – Manfred Köllermeyer
- Vizepräsidentin Finanzen – Jeannette Hilzendegen
- Vizepräsident Spieltechnik – Tobias Gunst
- Vizepräsident Nachwuchsentwicklung – Philip Baier
- Vizepräsidentin Verbandsentwicklung – Christl Laubersheimer
- Geschäftsführerin – Sandra Hagedorn